# Xã Mitchell, Quận Wilkin, Minnesota
Xã Mitchell (tiếng Anh: Mitchell Township) là một xã thuộc quận Wilkin, tiểu bang Minnesota, Hoa Kỳ. Năm 2010, dân số của xã này là 85 người.